# WASP-12 b
WASP-12b è un pianeta extrasolare orbitante attorno alla stella WASP-12, appartiene alla classe dei pianeti gioviani caldi ed è stato scoperto dal programma di ricerca di pianeti transitanti SuperWASP. La sua scoperta è stata annunciata il 1º aprile 2008. Per via della grande estensione della sua atmosfera è uno dei pianeti meno densi conosciuti, rendendolo così il più caratteristico della classe dei cosiddetti 'puffy planets'. Il pianeta impiega poco più di un giorno a orbitare attorno alla propria stella, rendendolo così parte anche della classe dei pianeti a periodo ultracorto. Dista dalla stella solo 1/44 della distanza tra Terra e Sole (UA) e possiede un'eccentricità simile a quella di Giove.
Uno studio del 2019 ha rivelato che dal 2008, anno della sua scoperta, il periodo tra un transito e un altro è diminuito di circa 29 millisecondi, suggerendo che in tempi relativamente brevi su scala astronomica (alcuni milioni di anni) il pianeta si avvicinerà sempre più alla stella al punto da essere fagocitato da essa.

## Caratteristiche principali

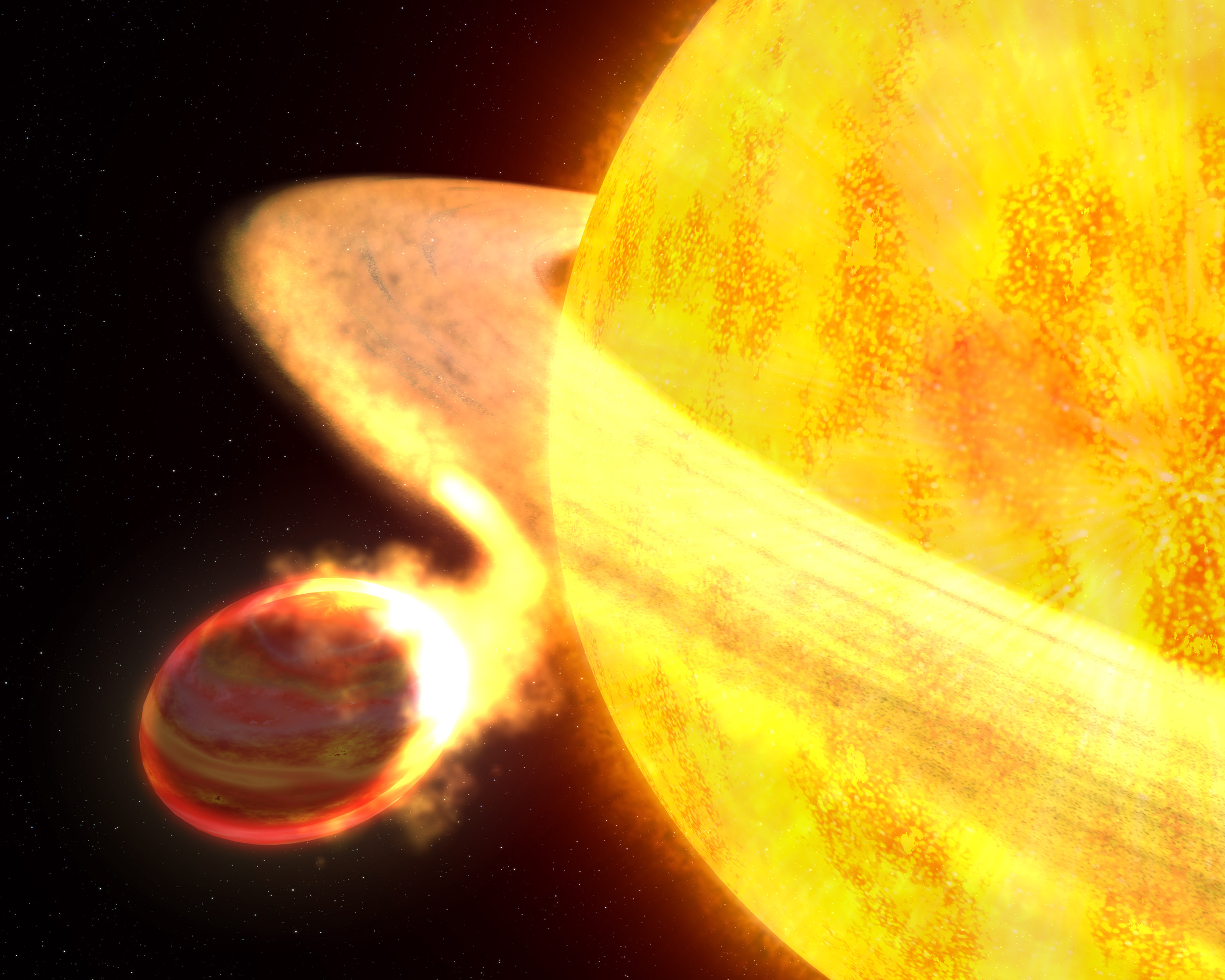
Illustrazione d'artista che mostra la stella WASP-12 mentre divora WASP-12 b

WASP-12 b è un gigante gassoso 1,4 volte più massiccio di Giove, in orbita attorno a una stella relativamente giovane (appena uscita dalla fase ZAMS) più calda del Sole.
Il pianeta all'epoca della scoperta si fece notare perché guadagnò diversi record:
- con un raggio di 1,7 RJ il pianeta era il più grande scoperto fino ad allora, record ora detenuto da HAT-P-32 b;
- pianeta più caldo mai scoperto, 2516 K nel lato diurno;[1]
- secondo pianeta dal periodo di rivoluzione più corto, poco più di 25 ore, dopo 55 Cnc e;
- terzo pianeta meno denso, con una densità del 24% di quella gioviana, preceduto solo da OGLE-TR-10 b e WASP-1 b;
- il più vicino gigante gassoso a una stella di tipo solare;

Queste caratteristiche lo rendono a pieno titolo membro della classe dei pianeti gioviani caldi, e particolarmente uno di quei pianeti soprannominati "pianeti paffuti" (o "Puffy planets"), pianeti dal grande raggio, bassa densità e alta temperatura.
Il meccanismo che regola il gonfiarsi delle atmosfere di tali pianeti non è ancora del tutto chiarito, e fu proprio WASP-12 b a distaccarsi dal modello teorizzato all'epoca dipendente dalla sola radiazione stellare.
Un primo studio ipotizzò la concomitanza di diversi fattori oltre alla vicinanza della stella, quali una forte presenza di metalli nell'atmosfera e dinamiche interne da studiare, come il decadimento radioattivo o il riscaldamento mareale.
Uno studio successivo (2009) del professore Shu-lin Li (Università di Pechino) scoprì dall'analisi della curva di luce che il pianeta differisce per il 10% da una sfera, e la sua forma è quindi più simile a quella di un uovo. Il pianeta, infatti, dista dalla propria stella solo 3,1 volte il raggio della stessa, e ciò lo rende soggetto a forti effetti mareali. Lo studio conclude che la dissipazione del calore generato nello strato convettivo del pianeta dalla deformazione mareale sia la principale fonte dell'energia che mantiene il pianeta espanso oltre le previsioni basate sul solo calore di irraggiamento. La pubblicazione prevedeva inoltre che la stella stesse cannibalizzando il pianeta ad un ritmo di 10−7 MJ (1,9×1020 kg) all'anno, sempre in ragione della sua grande vicinanza.
Tra il 24 e il 25 settembre 2009 il telescopio spaziale Hubble ha osservato WASP-12 b usando il Cosmic Origins Spectrograph (COS) con una precisione senza precedenti, e dai dati raccolti si sono dedotte evidenze della distruzione del pianeta da parte della stella e del disco di gas strappato a quest'ultimo, confermando così lo studio dello scienziato cinese. L'espansione dell'atmosfera infatti è così pronunciata che l'esosfera del pianeta fuoriesce dalla sfera di influenza gravitazionale del pianeta, il lobo di Roche, e ricade in quella della stella, andando così a formare un disco di gas attorno a questa.
La NASA ha stimato che il pianeta abbia 10 milioni di anni di vita residua.

### Disturbi dell'orbita
Un altro dato interessante del pianeta è l'eccentricità della sua orbita, pari a 0,049. Il modello di evoluzione attuale prevede che le orbite dei pianeti gioviani caldi siano circolarizzate nel giro di pochi milioni di anni, mentre WASP-12 b possiede un'eccentricità notevole per la categoria, considerando l'età stimata del sistema di 1,7±0,8 Gyr. Una spiegazione potrebbe essere la presenza nel sistema di un altro pianeta in risonanza orbitale con WASP-12 b.
La presenza di TTV (Transit Timing Variations, variazione del tempo di transito) è data per positiva con una precisione di 3,4 sigma, e la loro ampiezza suggerisce un pianeta di massa terrestre in una posizione di risonanza 2:1 (interno) o 1:2 (esterno) con il gioviano caldo.
Analisi più recenti sembrano indicare un'orbita più circolare di quanto rilevato inizialmente, ma ciò non toglie che le TTV misurate sperimentalmente siano statisticamente significative e che quindi l'esistenza di un pianeta in risonanza non vada esclusa.

## Composizione

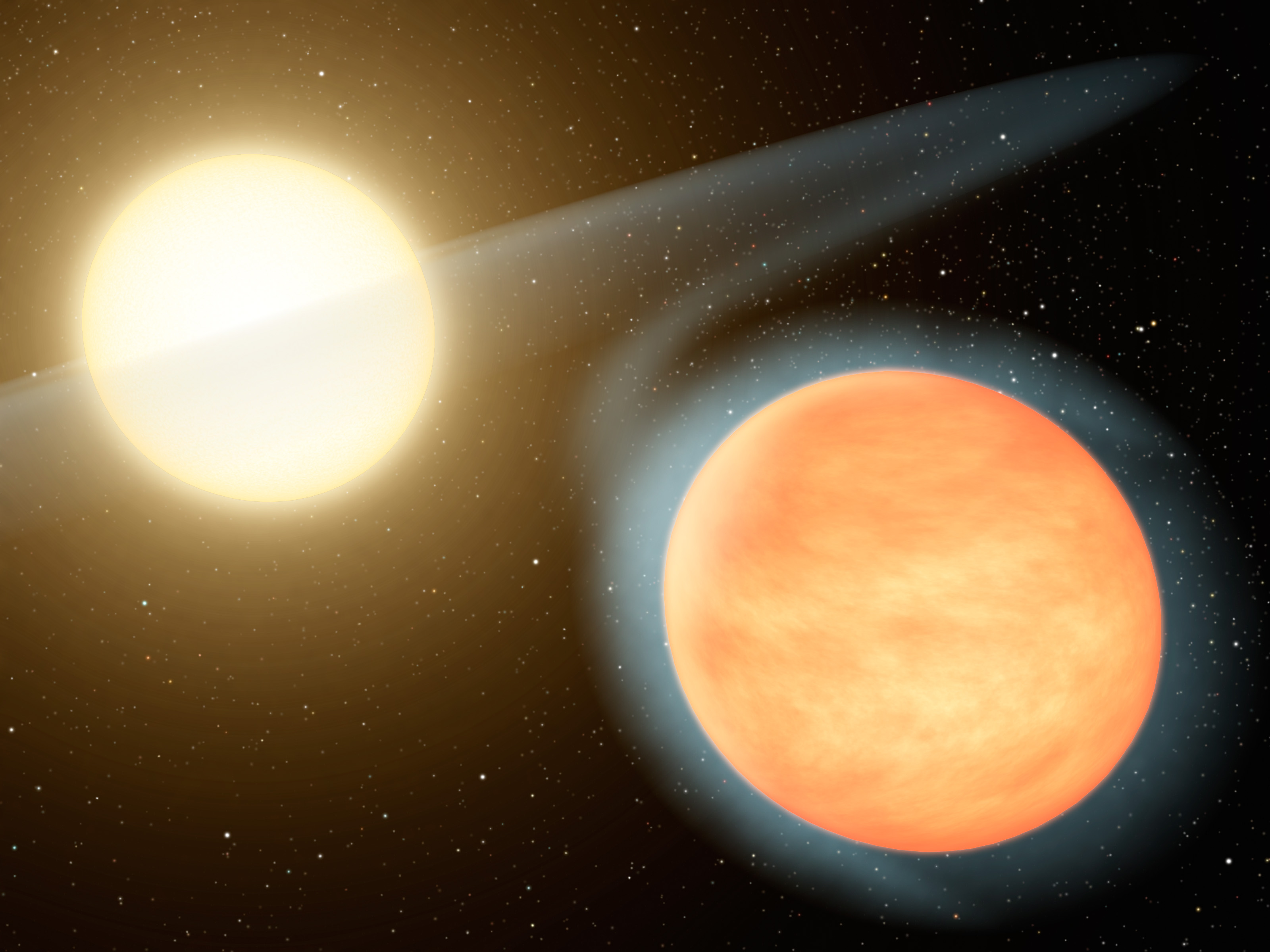
Altra rappresentazione artistica del pianeta

Il primo studio sulla composizione del pianeta è stato effettuato a partire da una serie di osservazioni eseguite con lo strumento COS a bordo del telescopio spaziale Hubble, effettuate in cinque orbite tra il 24 e il 25 settembre 2009.. L'analisi differenziale dello spettro della stella da sola e di quello del transito ha mostrato che nell'esosfera del pianeta sono presenti atomi sia ionizzati che neutri di diversi metalli, quali sodio, stagno, manganese, itterbio, scandio, alluminio, vanadio, cobalto e magnesio. L'analisi spettroscopica ha inoltre rilevato che l'esosfera del pianeta è estremamente dilatata, fino a 2,69 RJ, a fronte di un raggio per il limite di Roche calcolato di 2,36 RJ. L'esosfera del pianeta ricade quindi al di fuori del limite dell'influenza gravitazionale di questi, e viene erosa tramite fuga idrodinamica dal vento stellare. Essendo il pianeta probabilmente composto essenzialmente di idrogeno, tale elemento deve essere molto abbondante anche nella sua esosfera, grazie al forte rimescolamento atmosferico indotto dall'intenso irraggiamento stellare. La presenza di metalli nell'atmosfera del pianeta era uno dei meccanismi ipotizzati per spiegare la grande estensione di questa, in quanto diminuiscono l'albedo, rendendo il pianeta più nero e quindi più fotoassorbente, tipico dei giganti gassosi di tipo I secondo la classificazione di Sudarsky.
Dalle proprietà mostrate dalla linea di assorbimento del magnesio II si deduce la presenza anche di campi magnetici molto forti e variabili nell'atmosfera di WASP-12 b.
La scoperta più inattesa però è stata quella di una diminuzione della luce in anticipo rispetto all'entrata teorica del pianeta in transito, mentre un simile ritardo dell'uscita è assente. Questo si spiega con la presenza di un disco o di un toro di gas attorno alla stella, costituito dalla materia strappata al pianeta. Ciò dimostra le previsioni teoriche di Shu-lin Li dell'anno precedente.

### Pianeta di Carbonio
Un'analisi fotometrica del lato diurno del pianeta ha rivelato un rapporto Carbonio/Ossigeno maggiore di 1, significativamente maggiore del rapporto solare (0,54), ed è quindi definibile come un gigante gassoso ricco di carbonio. Il rapporto delle abbondanze di Carbonio e Ossigeno è un indicatore delle condizioni primordiali del disco protoplanetario e di come il sistema si sia evoluto nel tempo. Un rapporto superiore a 0,8, per esempio, implica la formazione di pianeti il cui interno è costituito essenzialmente da composti del Carbonio, al contrario dei pianeti del Sistema Solare dominati dai silicati. L'atmosfera del pianeta mostra infatti una netta abbondanza di CO e metano a discapito della presenza di vapore acqueo, lo squilibrio è maggiore di due ordini di grandezza rispetto alle abbondanze attese a tali temperature secondo un modello solare. Il pianeta mostra anche la mancanza di una forte inversione termica (stratosfera) e ha un ricircolo dell'energia tra i lati diurno e notturno molto efficiente, in forte contrasto con le previsioni teoriche per questo tipo di pianeti.
Uno dei ricercatori dello studio ha commentato: "Con più carbonio che ossigeno si avrebbero rocce anche di puro carbonio, come diamanti e grafite".
Lo studio pubblicato afferma: "Anche se pianeti giganti ricchi di carbonio come WASP-12 b non sono ancora stati osservati, la teoria prevede miriadi di composizioni per pianeti solidi dominati dal carbonio. Pianeti di carbonio di dimensioni terrestri, per esempio, potrebbero avere una struttura interna dominata dalla grafite o dal diamante, in opposizione alla composizione di silicati della Terra". Queste considerazioni hanno attirato l'attenzione dei media sul pianeta, fino a definirlo in alcuni casi "il pianeta di diamante".
Tale composizione del pianeta, però, non corrisponde a quella della sua stella madre simile al Sole, che presumibilmente ha conservato i rapporti di abbondanza della nebulosa primordiale che ha dato origine al sistema. Sono state avanzate due spiegazioni: o il pianeta presenta una stratificazione di Carbonio e Ossigeno non spiegata dalla teoria, oppure la regione del disco protoplanetario in cui si è formato (al di là della frost line) possedeva un'abbondanza di ossigeno del 41% inferiore a quella della stella.